# Sonia Mansour
Sonia Mansour, née le 6 septembre 1988 à Gabès, est une athlète handisport tunisienne, active principalement dans les épreuves de sprint dans la catégorie T38.
Elle débute l'athlétisme en 2001 puis participe aux Jeux paralympiques d'été de 2008 à Pékin, où elle remporte une médaille d'argent au 100 m T38 et une autre au 200 m T38. Elle finit à la sixième place lors de ces mêmes épreuves aux Jeux paralympiques d'été de 2012 à Londres. Lors des Jeux paralympiques d'été de 2016 à Rio de Janeiro, elle finit à la dixième place au 100 m T38 et à la cinquième place au 400 m T38.
Aux championnats du monde d'athlétisme handisport 2006 à Assen, elle remporte deux médailles d'argent au 100 m et au 200 m T38. Aux championnats 2011 à Christchurch, elle remporte une médaille d'argent au 200 m T38 et deux médailles de bronze, au 100 m T38 et au saut en longueur F38.